# Lithocarpus phansipanensis
Lithocarpus phansipanensis A.Camus – gatunek roślin z rodziny bukowatych (Fagaceae Dumort.). Występuje naturalnie w północnym Wietnamie oraz południowych Chinach (w regionie autonomicznym Kuangsi). 

## Morfologia
PokrójZimozielone drzewo dorastające do 3 m wysokości.
LiścieBlaszka liściowa jest skórzasta i ma odwrotnie jajowaty kształt. Mierzy 4–6,5 cm długości oraz 2,5–4 cm szerokości, jest całobrzega, ma klinową lub zbiegającą po ogonku nasadę i zaokrąglony wierzchołek. Ogonek liściowy jest nagi i ma 3–5 mm długości.

## Biologia i ekologia
Rośnie w zaroślach. Występuje na wysokości około 1000 m n.p.m. Kwitnie w lutym.